# Previtamin D3
Previtamin D3 je intermedijer u produkciji vitamina D3.